# يوهان فريدريك كونينغ
يوهان فريدريك كونينغ (بالألمانية: Johann Friedrich König)‏ هو عالم عقيدة ألماني، ولد في 16 أكتوبر 1619 في درسدن في ألمانيا، وتوفي في 15 سبتمبر 1664 في روستوك في ألمانيا.